# W. D. 데이비스
W.D. 데이비스(William David Davies, 1911-2001)는 웨일즈의 회중교회 목사, 신학자, 종교학 교수였다.

## 생애
데이비스는 1911년 웨일즈 카마텐셔의 글래남먼에서 태어났다. 웨일스 대학교 (BD, 1938)와 케임브리지 (1942)에서 교육을 받은 그는 1941년 회중 교회에서 안수받고 194 년까지 케임브리지에서 교회를 섬겼다. 동시에 그는 University of Wales에서 연구에 참여했다. 영국의 저명한 신약 학자인 C.H. 다드와 Regius 민법 교수(Oxford)이자, 랍비 자료의 관점에서 신약에 대해 광범위한 저술가인 유대인 학자 David Daube 아래에서 케임브리지 대학에서 공부하였다.
데이비스는 그 후 요크셔 브래드퍼드에 있는 요크셔 연합 대학의 신약 연구 교수로 임명되어 1950년까지 재직했다. 1948년에 웨일즈 대학교는 그에게 처음으로 신학 박사 학위 를 수여했다. 그 해에 그의 첫 번째 주요 책인 'Paul and Rabbinic Judaism: Some Rabbinic Elements in Pauline Theology 가 출판되었고, 1950년 Davies는 듀크대학교 신학과 의 성서 신학 교수로 임명되었다. 1955년 프린스턴 대학의 종교 교수가 되었다.  그는 3명의 교수(R. Y. B. Scott과 Horton Davies, 다른 2명) 중 한 명 으로 미국의 세속 대학에서 최초의 종교 철학 박사 학위로 이어지는 대학원 연구 프로그램의 시작을 도왔다.
후 그는 뉴욕시에 있는 Union Theological Seminary의  에드워드 로빈슨(Edward Robinson)교수직의 성서학 교수가 되었으며 , 그곳에서 그는 라인홀드 니버와 유대인 학자들인 Louis Finkelstein (Pharisaism), Neil Gillman , Abraham Joshua Heschel (내러티브 및 법), 그리고 Saul Lieberman (이스라엘 땅의 헬레니즘) 그리고, 콜롬비아 대학 의 Salo Wittmayer Baron과 같은 많은 학자들과 관계를 가졌다. 유니온 신학교에서 그는 E. P. 샌더스 의 논문을 감독했으며, 이 논문은 <공관복음 전통의 경향> 책이 되었다.  데이비스는 나중에 조지 워싱턴 아이비(George Washington Ivey) 기독교 기원의 고급 연구 및 연구 교수로 듀크에게 돌아왔다.

## 사상
데이비스는 케임브리지에서 연구와 연구를 하고 C. H. 다드 세미나에 참여하여 1956년에 C. H. 도드에게 발표된 에세이 책 의 배경인 The Background of the New Testament and Its Echatology를 Daube와 함께 편집하게 되었다. 자신의 출판된 작품에서 데이비스의 이중적 관심(신약의 유대적 배경과 이 배경의 신학적 함의)이 특히 드러난다. 바울의 글과 산상수훈(마태복음)에 관한 그의 책은 "내세"의 율법(또는 토라)에 대한 바리새인의 이해를 탐구한다. 바울과 랍비의 유대교는 초기 학자들이 그에게 가정한 순전히 그리스인 배경에서 사도를 구출한 최초의 책 중 하나이다. 산상 수훈의 설정 ( 1964 )에서 데이비스는 은혜 언약 아래에도 남아 있는 율법을 보고 따라서 야고보와 바울 사이의 정경적 긴장에 걸쳐 있다.
그런 다음 신학적으로, 바울에 대한 견해를 재정향하고 마태복음의 바리새인, 율법주의적 주제를 전면에 가져옴으로써 데이비스는 다양한 신약의 가닥을 한데 모아 율법과 복음의 포괄적인 결합을 목표로 삼았다. 교회 생활에 관해서는, 기독교 기원과 유대교 에서 데이비스는 신약에서(구약과 같이) 규범으로 간주되어야 하는 고정된 교회 질서의 단일 패턴이 없으며 인도할 특정 기준만 있다는 결론에 도달한다.
Dodd-Daube-Davies 트로이카는 여러 면에서 이른바 바울에 대한 새 관점으로 이끌었다.  Davies가 Daube가 기독교를 "신약의 유대교"라고 불렀을 때 그는 신약 연구에서 "거의 혁명에 가까운".  새로운/오리지널리스트 바울 운동의 선두주자인 EP 샌더스는 Daube와 Davies의 제자였으며 Sanders의 첫 번째 책인 Paul and Palestinian Judaism 은 Davies의 초기 Paul and Rabbinic Judaism과 대화를 많이 나누었다. 결코 두 사람이 모든 것에 대해 동의하는 것은 아니지만, Paul을 탈 헬레니즘(de-Hellenizing)한 Davies의 작업은 Sanders가 사도에게 먼지를 털고 문질러 닦고 신선한 분석을 위해 준비하게 했다.

## 작품
- Davies, W. D. (1948). 《Paul and Rabbinic Judaism: Some Rabbinic Elements in Pauline Theology》. London: SCM Press. OCLC 179912998.
- ——— (1952). 《Torah in the Messianic Age And/or the Age to Come》. Journal of Biblical Literature - Monograph series 7. Philadelphia, PA: Society of Biblical Literature. ISBN 9780891301776. OCLC 480736.
- ——— (1962). 《Christian Origins and Judaism》. Philadelphia, PA: Westminster Press. OCLC 759621.
- ——— (1964). 《The Setting of the Sermon on the Mount》. Cambridge: Cambridge University Press. ISBN 9780521047975. OCLC 336409.
- ——— (1966). 《Invitation to the New Testament: a guide to its main witnesses》. Garden City, NY: Doubleday. OCLC 376848.
- ——— (1974). 《The Gospel and the Land: Early Christianity and Jewish Territorial Doctrine》. Pantyfedwen Trust lectures, 1968. Berkeley, CA: University of California Press. ISBN 9780520022782. OCLC 1008990.[1]
- ——— (1982). 《The Territorial Dimension of Judaism》. Quantum book. Berkeley, CA: University of California Press. ISBN 9780520043312. OCLC 7197289.[2]
- ———; Allison, Jr., Dale C. (1988). 《A Critical and Exegetical Commentary on the Gospel according to Saint Matthew: Vol. 1. Introduction and commentary on Matthew I-VII》. International Critical Commentary on the Holy Scriptures of the Old and New Testaments. Edinburgh: T&T Clark. ISBN 9780567094810. OCLC 19460321.
- ———; Allison, Jr., Dale C. (1991). 《A Critical and Exegetical Commentary on the Gospel according to Saint Matthew: Vol. 2. Commentary on Matthew VIII-XVIII》. International Critical Commentary on the Holy Scriptures of the Old and New Testaments. Edinburgh: T&T Clark. ISBN 9780567095459. OCLC 19460321.
- ———; Allison, Jr., Dale C. (1997). 《A Critical and Exegetical Commentary on the Gospel according to Saint Matthew: Vol. 3. Commentary on Matthew XIX-XXVIII》. International Critical Commentary on the Holy Scriptures of the Old and New Testaments. Edinburgh: T&T Clark. ISBN 9780567085184. OCLC 19460321.
- ——— (1999). 《Christian Engagements with Judaism》. Harrisburg, PA: Trinity. ISBN 9781563382680. OCLC 237358305.

### 편집
- ———; Finkelstein, Louis, 편집. (1984). 《The Cambridge History of Judaism: Vol. 1: Introduction, the Persian Period》. Cambridge, UK & New York: Cambridge University Press. ISBN 9781139055116. OCLC 440799715.
- ———; Finkelstein, Louis; Sturdy, John; Horbury, William; Katz, Steven T., 편집. (1989). 《The Cambridge History of Judaism: Vol. 2: The Hellenistic Age》. Cambridge, UK & New York: Cambridge University Press. ISBN 9780521219297. OCLC 872998103.
- ———; Sturdy, John; Horbury, William, 편집. (1999). 《The Cambridge History of Judaism: Vol. 3: The Early Roman Period》. Cambridge, UK & New York: Cambridge University Press. ISBN 9780521243773. OCLC 1023882413.